# 東御中央公園
東御中央公園（とうみちゅうおうこうえん）とは、長野県東御市にある総合公園（都市公園）。芝生公園とも呼ばれる。旧東部町の頃は「東部中央公園」という名であった。また愛称として町民広場と呼ばれていた。

## 概要
公園の中心部には芝生広場が作られている。公園内は春になると桜が一斉に咲く。石碑や石像など種々の芸術作品が置かれている。また毎年、「東御市子どもフェスティバル」や「巨峰の王国まつり」などのイベントが開催される。

## 沿革
- 1972年10月 - 中央グラウンドが完成した。
- 1973年12月 - 福祉センターが完成した。
- 1974年9月 - 町民プール（現市民プール）が完成した。
- 1976年5月 - 町民体育館（第一体育館）（現第二体育館）と憩いの森公園が完成した。
- 1979年3月 - 武道館が完成した。
- 1982年12月 - テニスコート、ゲートボール場が完成した。
- 芝生広場とマラソンコース1994年9月 - 芝生広場が完成した。
- 1996年4月 - 弓道場が完成した。

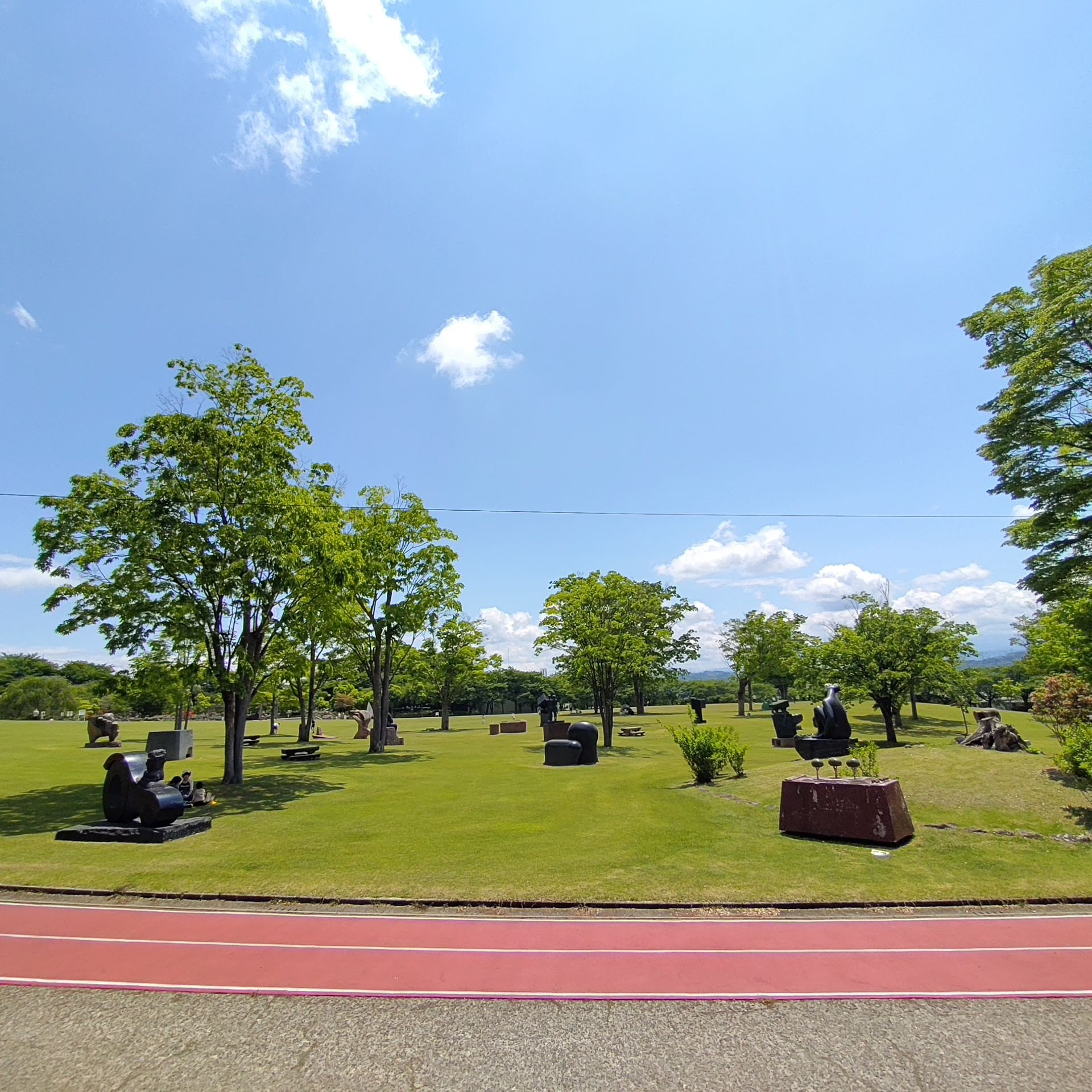
芝生広場とマラソンコース

- 2001年10月 - 第一体育館が完成した。
- 2004年4月1日 - 合併により、東御中央公園と改称する。
- 2007年 - 芝生広場にマラソンコースが完成。

## 公園内にある施設
- 市民プール（旧東部町の頃は町民プール）
- 第一体育館
- 第二体育館
- グラウンド
- 屋外ゲートボールコート
- 屋内ゲートボール場
- マレットゴルフコース
- 武道館
- 弓道場
- テニスコート（常田）

## 周辺
- 東御市立東部中学校
- 東御市文化会館
- 東部湯の丸IC
- 東御市民病院